# Tetsurō Tanba
Tetsurō Tanba (丹波 哲郎, Tanba Tetsurō), né le 17 juillet 1922 à Tokyo et mort le 24 septembre 2006 dans la même ville est un acteur et seiyū japonais.

## Biographie
Tetsurō Tanba fait ses débuts d'acteur en 1952 dans Assassin présumé, un film de Hideo Suzuki tourné pour la Shintōhō. Il est révélé en Occident par le rôle de Tigre Tanaka en 1967 dans le James Bond On ne vit que deux fois .

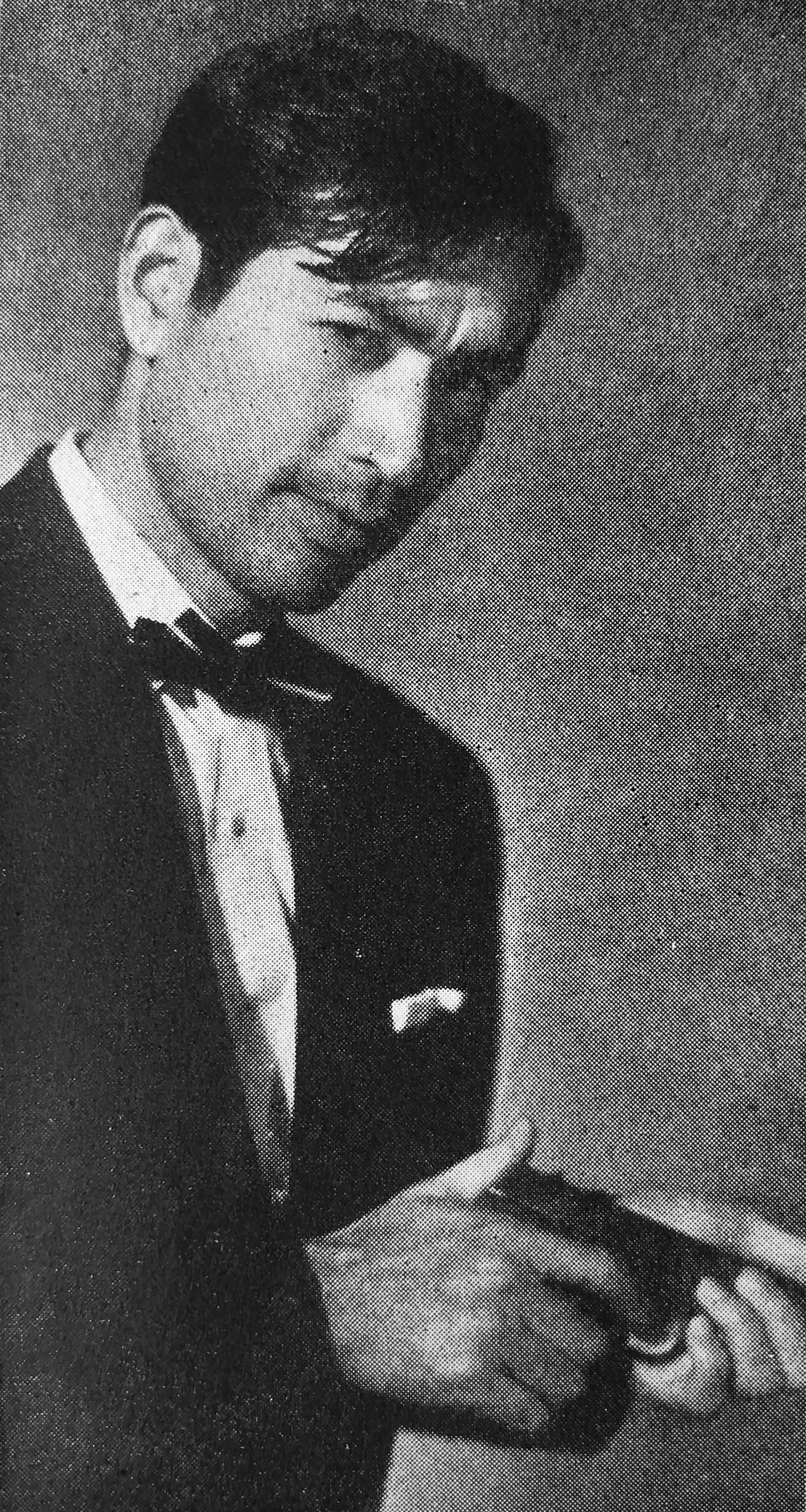
Tetsurō Tanba en 1961.

Un autre rôle marquant pour le cinéma occidental est son interprétation du personnage de Samourai en 1970 dans le western Cinq hommes armés dont l'action se déroule au Mexique sous la dictature du général Huerta ; il incarne un samouraï exilé dans l'Ouest américain et si peu bavard qu'il ne prononce pas une parole de toute la durée du film, ce qui ne l'empêche pas de tomber amoureux d'une Mexicaine.
En 1984, Tetsurō Tanba interprète également le rôle de l'amiral Isoroku Yamamoto, au cours de la mission d'inspection qui va lui coûter la vie, dans le film Zerosen moyu de Toshio Masuda qui relate la guerre du Pacifique du côté japonais, de sa préparation au travers de l'embrigadement et l'entraînement de la jeunesse japonaise jusqu'à la défaite.
Tetsurō Tanba a joué dans plus de trois cents films et séries entre 1952 et 2006. Son fils, Yoshitaka Tanba, est également acteur.
En février 2005, il est hospitalisé pour une appendicite. Il meurt le 24 septembre 2006 à Tokyo d'une pneumonie.

## Filmographie partielle

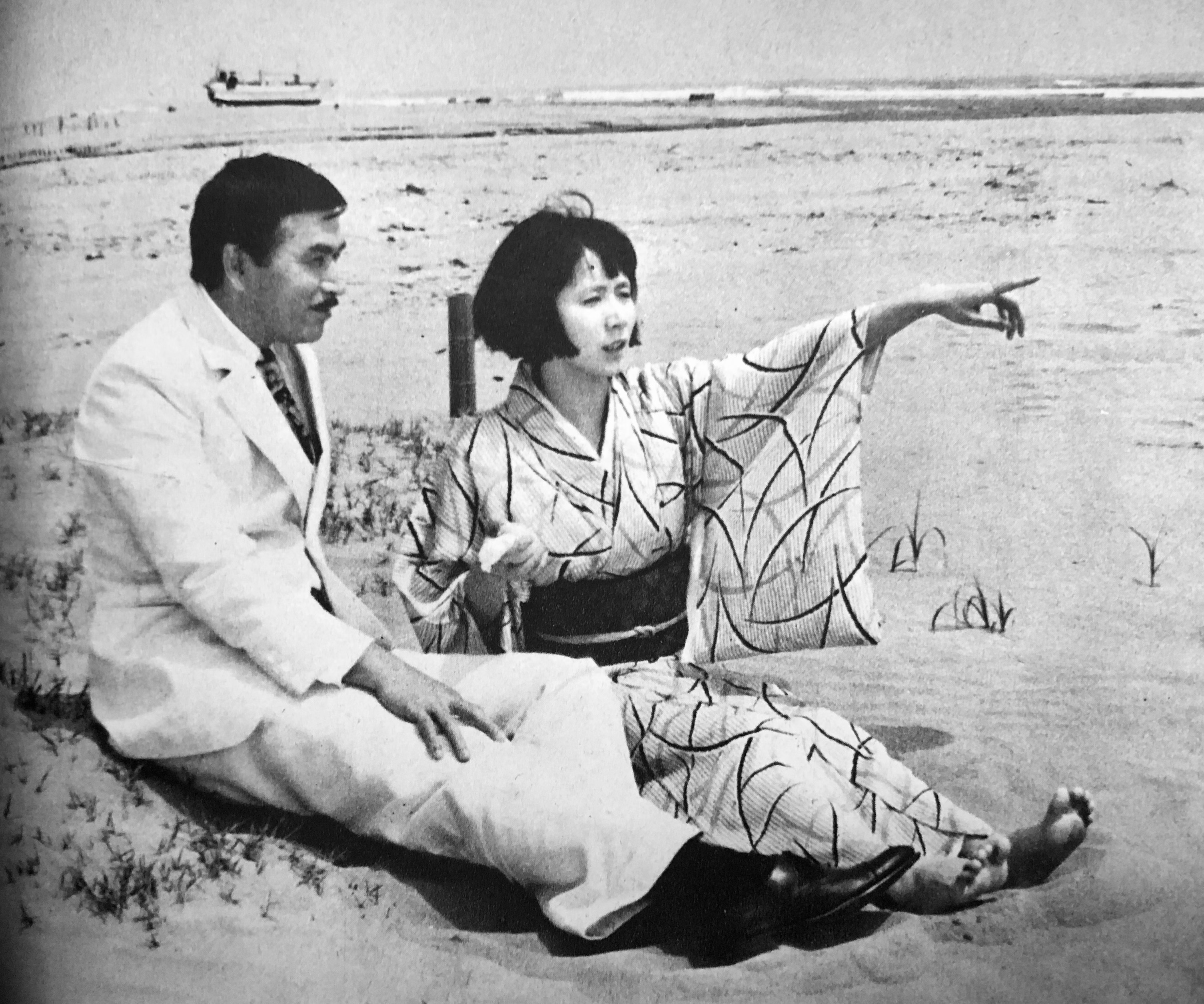
Tetsurō Tanba et Shima Iwashita dans Portraits de Chieko (1967).

### Comme acteur

#### Cinéma
- 1952 : Assassin présumé (殺人容疑者, Satsujin yōgisha?)[1] de Hideo Suzuki
- 1953 : Le Cuirassé Yamato (戦艦大和, Senkan Yamato?) de Yutaka Abe
- 1954 : Le Japon n'est pas détruit (日本敗れず, Nihon yaburezu?) de Yutaka Abe
- 1955 : Le Bar du crépuscule (たそがれ酒場, Tasogare sakaba?) de Tomu Uchida : Morimoto
- 1955 : La Tête du serviteur (下郎の首, Gero no kubi?) de Daisuke Itō
- 1957 : L'Empereur Meiji et la Guerre russo-japonaise (明治天皇と日露大戦争, Meiji tennō to nichiro daisensō?) de Kunio Watanabe : Shimamura Hayao
- 1961 : Le Pont vers le soleil (Bridge to the Sun) d'Étienne Périer : Jiro
- 1961 : Cochons et Cuirassés (豚と軍艦, Buta to gunkan?) de Shōhei Imamura : Tetsuji
- 1962 : Hara-kiri (切腹, Seppuku?) de Masaki Kobayashi : Hikokuro Omodaka
- 1962 : Gang contre G-Men (ギャング対Ｇメン, Gyangu tai G-men?) de Kinji Fukasaku : Tatsumura
- 1963 : Tange Sazen: Zankoku no kawa (丹下左膳?) de Seiichirō Uchikawa (ja) : Tange Sazen
- 1963 : Les Treize Tueurs (十三人の刺客, Jūsan-nin no shikaku?) d'Eiichi Kudō : Doi Toshitsura
- 1964 : Le Mouchoir rouge (赤いハンカチ, Akai hankachi?) de Toshio Masuda
- 1964 : Assassinat (暗殺, Ansatsu?) de Masahiro Shinoda : Hachirō Kiyokawa
- 1964 : Trois Samouraïs Hors-la-loi (三匹の侍, Sanbiki no samurai?) de Hideo Gosha : Sakon Shiba
- 1964 : La Septième Aube (The 7th Dawn) de Lewis Gilbert : Ng
- 1964 : Adauchi (仇討?) de Tadashi Imai : Shume Okuno
- 1964 : Kwaidan (怪談, Kaidan?) de Masaki Kobayashi : le guerrier (segment Hoïchi sans oreilles)
- 1964 : Cholera no shino (コレラの城, Korera no shino?) de Tetsurō Tanba et Yasushi Kikuchi
- 1965 : Abashiri Prison (網走番外地, Abashiri bangaichi?) de Teruo Ishii
- 1965 : La Guerre des espions (異聞猿飛佐助, Ibun Sarutobi Sasuke?) de Masahiro Shinoda : Sakon Takatani
- 1967 : On ne vit que deux fois (You Only Live Twice) de Lewis Gilbert : Tigre Tanaka
- 1967 : Portraits de Chieko (智恵子抄, Chieko-shō?) de Noboru Nakamura : Kōtarō Takamura
- 1967 : Shusse komori uta (出世子守唄?) de Ryūichi Takamori (ja)
- 1968 : Le Lézard noir (黒蜥蜴, Kurotokage?) de Kinji Fukasaku : Kuroki
- 1969 : Chō kōsō no akebono (超高層のあけぼの?) de Hideo Sekigawa
- 1969 : Goyokin, l'or du shogun (御用金, Goyōkin?) de Hideo Gosha : Rokugo Tatewaki
- 1969 : Lady Yakuza : Chronique des joueurs (緋牡丹博徒 鉄火場列伝, Hibotan bakuto: Tekkaba retsuden?) de Kōsaku Yamashita : Koshiro
- 1970 : Cinq hommes armés (Un Esercito di cinque uomini) de Don Taylor : le samouraï
- 1970 : Buraikan (無頼漢, Buraikan?) de Masahiro Shinoda : Sōshun Kōchiyama
- 1971 : Les Loups (出所祝い, Shussho iwai?) de Hideo Gosha
- 1971 : Silence (沈黙, Chinmoku?) de Masahiro Shinoda : Cristóvão Ferreira
- 1972 : La Légende du lac (水滸傳, Shuǐhǔ zhuàn) de Chang Cheh : Lu Junyi
- 1972 : Kage gari (影狩り?) de Toshio Masuda
- 1972 : Sous les drapeaux, l'enfer (軍旗はためく下に, Gunki hatameku moto ni?) de Kinji Fukasaku : le sergent Katsuo Togashi
- 1973 : Les Huit Vertus bafouées (ポルノ時代劇 忘八武士道, Poruno jidaigeki: Bōhachi bushidō?) de Teruo Ishii
- 1973 : Combat sans code d'honneur 3 : Guerre par procuration (仁義なき戦い 代理戦争, Jingi naki tatakai: Dairi senso?) de Kinji Fukasaku
- 1973 : Ningen kakumei (人間革命?) de Toshio Masuda
- 1974 : Quartier violent (暴力街, Bōryoku gai?) de Hideo Gosha
- 1974 : Les Menottes rouges (0課の女 赤い手錠, Zeroka no onna: Akai wappa?) de Yukio Noda (ja)
- 1974 : Le Vase de sable (砂の器, Suna no utsuwa?) de Yoshitarō Nomura : Imanishi
- 1975 : Shaolin Karaté (少林寺拳法, Shōrinji kenpō?) de Norifumi Suzuki
- 1975 : Super Express 109 (新幹線大爆破, Shinkansen Daibakuha?) de Jun'ya Satō : Sunaga
- 1975 : Terreur sur le monde (東京湾炎上, Tōkyō-wan enjō?) de Katsumune Ishida (ja)
- 1977 : Mont Hakkoda (八甲田山, Hakkodasan?) de Shirō Moritani : le colonel Kojima
- 1978 : Le Samouraï et le Shogun (柳生一族の陰謀, Yagu ichizoku no inbo?) de Kinji Fukasaku : Ogasawara Gensinsai
- 1978 : L'Incident (事件, Jiken?) de Yoshitarō Nomura : Kikuchi
- 1978 : Bandit contre samouraï (雲霧仁左衛門, Kumokiri Nizaemon?) de Hideo Gosha : Kichibei Matsuya
- 1978 : Les Évadés de l'espace (宇宙からのメッセージ, Uchu kara no messeji?) de Kinji Fukasaku : Noguchi
- 1978 : Last of the Ako Clan (赤穂城断絶, Akō-jō danzetsu?) de Kinji Fukasaku : Yanagisawa
- 1979 : Chasseurs des ténèbres (闇の狩人, Yami no karyudo?) de Hideo Gosha : Okitsugu Tanuma
- 1979 : Nichiren (日蓮?) de Noboru Nakamura : Toki Jonin
- 1979 : Sanada Yukimura no bōryaku (真田幸村の謀略?) de Sadao Nakajima
- 1980 : Suna no kobune (砂の小舟?) de Tetsurō Tanba et Yūichi Harada
- 1980 : 203 kōchi (二百三高地?) de Toshio Masuda : le général Kodama
- 1981 : Samurai Reincarnation (魔界転生, Makai tenshō?) de Kinji Fukasaku : Muramasa
- 1982 : Dans l'ombre du loup (鬼龍院花子の生涯, Kiryūin Hanako no shōgai?) de Hideo Gosha : Uichi Suda, le grand parrain
- 1982 : Giwaku (疑惑?) de Yoshitarō Nomura : Okamura
- 1982 : Yūkai hōdō (誘拐報道?) de Shun'ya Itō : Domon
- 1984 : Zerosen moyu (零戦燃ゆ?) de Toshio Masuda
- 1984 : Fireflies in the North (北の螢, Kita no hotaru?) de Hideo Gosha
- 1987 : Yogisha (夜汽車?) de Kōsaku Yamashita : Isaburo Tamura
- 1991 : Riki-Oh: The Story of Ricky (力王, Lik wong) de Lam Ngai-kai
- 1999 : Hell (地獄, Jigoku?) de Teruo Ishii : Asu Shino
- 2000 : 15-Sai : Gakko IV (十五才 学校ＩＶ?) de Yōji Yamada : Tetsuo Hata
- 2001 : La Mélodie du malheur (カタクリ家の幸福, Katakuri-ke no kōfuku?) de Takashi Miike : Jinpei Katakuri
- 2002 : 11'09"01 - September 11 (segment "Japon") (non crédité)
- 2002 : Le Samouraï du crépuscule (たそがれ清兵衛, Tasogare Seibei?) de Yōji Yamada : Tozaemon Iguchi
- 2002 : Deadly Outlaw: Rekka (実録・安藤昇侠道伝 烈火, Jitsuroku Andō Noboru kyōdō-den: Rekka?) de Takashi Miike : Sanada
- 2002 : Graveyard of Honor (新・仁義の墓場, Shin jingi no hakaba?) de Takashi Miike : Tetsuji Tokura
- 2003 : Gozu (極道恐怖大劇場 牛頭 GOZU, Gokudō kyōfu dai-gekijō: Gozu?) de Takashi Miike
- 2003 : Yakuza Demon (鬼哭, Kikoku?) de Takashi Miike
- 2005 : Demon Pond (夜叉ヶ池, Yasha ga ikede?) de Takashi Miike

#### Télévision
- 1975-1982 : G-Men '75 (Gメン'75, Jīmen nana jū-go?) (série télévisée)
- 1982-1983 : G-Men '82 (Gメン'82, Jīmen hachi-jū ni?) (série télévisée)

### Comme réalisateur
- 1964 : Cholera no shino (コレラの城, Korera no shino?) coréalisé avec Yasushi Kikuchi
- 1980 : Suna no kobune (砂の小舟?) coréalisé avec Yūichi Harada

## Doublage
- 2002 : Le Royaume des chats (猫の恩返し, Neko no ongaeshi?) : le Roi des Chats

## Distinctions
Sauf indication contraire, les informations mentionnées dans cette section peuvent être confirmées par la base de données cinématographiques IMDb,  présente dans la section « Liens externes ».

### Récompenses
- 1974 : Prix du film Mainichi du meilleur acteur dans Ningen kakumei[5]
- 1981 : Japan Academy Prize du meilleur second rôle dans 203 kōchi[6]
- 1981 : Blue Ribbon Award du meilleur second rôle dans 203 kōchi[7]
- 2000 : Nikkan Sports Film Award du meilleur second rôle dans 15-Sai : Gakko IV[8]
- 2007 : Prix honorifique à la Japan Academy Prize pour l'ensemble de sa carrière[9]

### Nomination
- 2001 : Japan Academy Prize du meilleur second rôle dans 15-Sai : Gakko IV[10]